# Arianna Savall
Arianna Savall Figueras (Basilea, Suiza, 1972) es una soprano, compositora y arpista española, hija del músico Jordi Savall y de la cantante Montserrat Figueras, y hermana de Ferran Savall, también músico. Combina instrumentos antiguos y modernos incluyendo arpa barroca, celta y gótica. Ha actuado en Europa, Estados Unidos, América del Sur, Australia, Japón, Nueva Zelanda e Israel. 

## Biografía
Estudió dos años arqueología y posteriormente se dedicó al mundo de la música. Estudió arpa clásica con Magdalena Barrera y canto con María Dolores Aldea en 1991 en Barcelona. 
En 1992 empezó a estudiar interpretación histórica con Rolf Lislevand en el conservatorio de Toulouse, e hizo varios cursos con Andrew Lawrence-King, Hopkinson Smith y con sus padres. El 1996 realizó un seminario dirigido por Kurt Widmer en la Schola Cantorum Basiliensis. Se especializó en arpas históricas con Heidrun Rosenzweig. Debutó en el año 2000 como cantante en el Theater Basel con "La Opera Seria" de Florian Leopold Gassmann (1769) dirigida por Carlos Harmuch. Ha sido miembro de Hespèrion XXI y formó parte de los grupos musicales de su padre hasta 2008, cuando fundó su propio grupo Hirundo Maris, junto con el músico noruego Petter Udland Johansen.

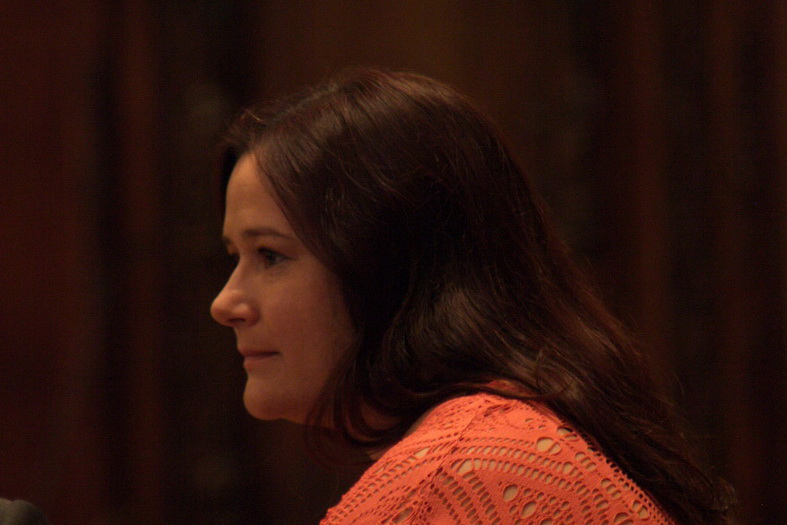
Durante la entrega a Jordi Savall de la Medalla de Oro del Ayuntamiento de Barcelona, en el 2015.

Desde 2017 es profesora de arpa barroca en la Escuela Superior de las Artes de Zúrich y en El Musical - Centro autorizado de Grado Profesional en Bellaterra (Barcelona).

## Discografía
- Bella Terra, 2003.
- Peiwoh (Alia Vox) 2009
- Chants du Sud et du Nord, 2012
- Le Labyrinthe d'Ariane(Alia Vox), 2020